# Dieter I. von Gemmingen
Dieter I. von Gemmingen (erwähnt 1283, 1287 und 1297) war Grundherr in Gemmingen und der letzte gemeinsame Vorfahr aller heute noch lebenden Angehörigen der Freiherren von Gemmingen.

## Leben
Er war ein Sohn des Albrecht von Gemmingen († vor 1283), der auf dem Gemminger Mittelschloss, dem Stammsitz der Familie saß. Dieter hatte noch drei Brüder: Schweiker, Eberhard und Gerold, mit denen er von Kaiser Rudolph zum Ritter geschlagen wurde. 1297 siegelte Dieter gemeinsam mit seinem Bruder Eberhard. Über sein sonstiges Leben scheint nichts bekannt zu sein. Aus den Quellen geht auch nicht hervor, wie das elterliche Stammgut unter den Brüdern aufgeteilt wurde. Man weiß nur, dass Gerold Gefälle in Bischofsheim und ein Haus in Sinsheim erhielt. Da für die anderen beiden Brüder Schweiker und Eberhard, die auch als Erben des Stammguts in Betracht kommen, keine Nachkommen überliefert sind, blieb das Stammgut wohl im Besitz von Dieter und seinen Nachkommen.

## Familie
Er war verheiratet mit Mechthild (Metz, Mechtildis) von Talheim. Unter seinen Söhnen Dietrich d. Ä. und Dieter d. J. teilte sich die Familie von Gemmingen in die bis heute bestehenden Stämme A (heutiger Stammsitz: Burg Guttenberg) und B (heutiger Stammsitz: Burg Hornberg).
Nachkommen:
- Dietrich d. Ä. (erw. ab 1339; † um 1374) ⚭ Elisabeth von Mauer († 1354), Stamm A (Guttenberg)
- Dieter d. J. († 1359) ⚭ Anna von Gochsheim, Stamm B (Hornberg)
- Margarethe ⚭ Friedrich von Nippenburg († 1360)
- Bertha ⚭ Balsares von Titzingen